# Indie Royale
『Indie Royale』（インディー・ロイヤル）は、かつて存在したHumble Bundleに似たコンセプトのゲームバンドルシリーズ。購入者はバンドルに支払いたい金額を決めることができたが、Humble Indie Bundleとは異なり、Indie Royaleバンドルには最低価格が設定されていた。この最低価格は購入者が最低額を支払うことを選択するたびにわずかに増加し、最低額を大幅に上回る金額を支払う場合には減額された。
Indie Royaleは、 Bad Juju Gamesが所有していた今は無きゲームダウンロードサービス「Desura」と、インディーゲーム編集サイト「IndieGames.com」（GamasutraとGDCの姉妹サイト）の合弁事業であった。バンドルは約2週間に1回リリースされ、100時間継続する「ライトニングパック」を除いて、通常は7日間継続する。Indie Royaleバンドルに含まれるすべてのゲームはWindows OSに対応し、多くはMac OS XまたはLinuxにも対応していた。顧客がIndieRoyaleで購入したゲームをインストールするには、 Steamを使用する方法、 Desuraを使用する方法またはインストーラーを直接ダウンロードする方法の3つの方法があった。ただし、一部のゲームはSteam独占であったり、Steamに全く登録されていなかったりするため、利用可能なチャンネルはゲームごとに異なっていた。